# O Pulso (filme)
O Pulso é um filme curta-metragem premiado, escrito e dirigido por José Pedro Goulart.

## Prêmios[1]
- Melhor Curta no Brazilian Film Festival of Miami 1998
- Melhor Roteiro no Festival de Brasília 1997
- Melhor Som no Festival de Brasília 1997
- Melhor Filme no Festival de Cuiabá 1997
- Melhor Fotografia no Festival de Cuiabá 1997
- Melhor Direção de Arte no Festival de Gramado 1997
- Melhor Diretor no Festival de Gramado 1997
- Melhor Direção de Arte no Festival de Vitória 1997
- Melhor Fotografia no Festival de Vitória 1997
- Melhor Filme de Ficção no Palm Springs International Short Film Festival 1998
- Melhor Curta no Rio Cine 1998
- Melhor Filme - Júri Popular no Rio Cine 1998